# 烧炭党

燒炭黨旗幟

烧炭党（義大利語：Carbonari），是大约1800年至1831年活跃在意大利各国特别是意大利半岛南部的秘密民族主义政党，追求成立一个统一、自由的意大利，在意大利统一的过程中发挥了至关重要的作用。

## 架構
烧炭党的组织模仿共济会的形式，将成员分为两个阶层：学徒和导师。学徒加入烧炭党至少六个月后，或者他本来就是共济会会员的话，可以申请成为导师。 